# Scoparia conicella
Scoparia conicella là một loài bướm đêm trong họ Crambidae.